# Austria ai XVI Giochi olimpici invernali
L'Austria partecipò ai XVI Giochi olimpici invernali, svoltisi ad Albertville, Francia, dall'8 al 23 febbraio 1992, con una delegazione di 58 atleti impegnati in nove discipline.